# Mazdak
Mazdak, Mazdaq, Masdak fou el nom assignat a un cap religiós revolucionari a la Pèrsia sassànida sota Cobades I (488-497 i 499-531). El nom voldria dir "legitimador" (en persa Maszak, Mizdak o Muzdak, mentre que el semita Mazdek equival a "dret") i es considera que Mazdak era més el nom del moviment i dels seus membres, que el nom del seu cap.
El moviment fou fundat per Zaradusht (o Zardusht) fill de Khurragan, mobadh o gran mobhad (sacerdot zoroastrià) de Fasa al Fars. Tot i la identitat de nom amb Zarazustra o Zaratustra (Zoroastre), fundador del zoroastrisme, no hi ha cap relació. Inicialment els membres de la secta foren anomenats zaradushtakans.
Christensen identifica a Zaradusht amb un maniqueu de nom Bundos que sota Dioclecià al final del segle iii va aparèixer per Roma sostenint opinions contràries a la resta de maniqueus i se'n va anar a Pèrsia a difondre la seva doctrina on el seu grup fou anomenat "els de la religió justa" (derist-denan). Bundos seria un títol honorífic que ve de buyndk, en persa mitjà "venerable" i, per tant, considera que el mazdaquisme seria un moviment reformista maniqueu. Però Klima els considera dos personatges diferents i Yarshater suposa que Zaradusht hauria viscut al segle v, ja que hauria coincidit amb el mil·lenari de Zoroastre calculat vers l'inici del segle v. Diversos estudiosos veuen en el moviment un origen zoroastrià més que maniqueu, si bé sens dubte influït aviat pels gnòstics acostant-lo en certa manera al maniqueisme. Entre les seves propostes hi ha "donar diners a qui en demana, donar una dona en matrimoni a qui demana dona, i a qui demana la saviesa, ensenyar-li les paraules santes", que provindrien del repartiment igualitari dels béns, les dones i coneixement esmentat a l'Avesta.
Ibn al-Nadim diu que la secta fou fundada per Mazdak al-Kadim (el Vell) i que els seus membres vivien en comunitat gaudint dels plaers de la vida, menjant i bevent en esperit d'igualtat, i compartint les dones i la família, intentant sempre fer bones accions, sent hospitalaris i evitant vessar sang. Aquest Mazdak el Vell seria uns anys anterior a l'altra Mazdak, Mazdak el Jove, esmentat per Ibn al-Nadim, que apareix al temps de Cobades I com a cap de la secta; algunes fonts l'esmenten com a fill de Bamdah (el que aixeca el sol). Hauria estat un mobhad i Christensen l'identifica amb el bisbe maniqueu Indarazar que segons Joan Malales fou mort pel rei de Pèrsia el 527, el nom del qual derivaria de andarzgar (mestre). Klima en canvi pensa que si Mazdak era un adjectiu epítet, Indarazar seria el seu nom verdader, però com que Indarazar era maniqueu i generalment no s'accepta aquesta condició en els mazdequites, no passa de ser una teoria. Al final del segle v, sota Peroz I (Firuz I 457-484) hi havia hagut una sèrie de desastres (sequera, fam de set anys i la greu derrota del 484 davant els heftalites) que van fer néixer un sentiment apocalíptic; els conflictes interns i externs delmaven la noblesa que perdia la seva posició privilegiada; la pèrdua de poder de la noblesa interessava tant al poble com a la monarquia, i el rei s'hauria inclinat cap als zaradushtakans o mazdequites que el podien sostenir contra la noblesa. Les opinions sobre si els afavoria per convicció o per interessos polítics no està resolta i potser totes dues coses van tenir la seva importància.
Mazdak predicava gaudir de les coses materials amb moderació i en un ordre social i econòmic pacífic, igualitari i no competitiu. Els seus seguidors eren anomenats "els adeptes de la justicia" (al-Adiyya) i són comparats als gnòstics carpocracians adeptes a la justícia social. Segons la doctrina de Mazdak, Déu havia posat a la terra els mitjans per viure tothom (arzak) i s'havien de repartir de manera igualitària, i els homes havien actuat injustament quan el repartiment no fou igualitari i el fort va dominar al feble. Els cinc gran pecats eren: l'enveja, la còlera, la venjança, l'ambició i l'avidesa. El repartiment de les dones no s'ha d'entendre en forma de promiscuïtat sexual, sinó en el sentit que tothom es podia casar amb una dona fora de la seva classe social, i potser venia marcat per la necessitat de repoblar el país delmat d'homes per les guerres i les fams; si les dones nobles no es podien tornar a casar per manca de nobles, no es podia augmentar la població. També la terra havia de ser repartida a petits propietaris individuals per restaurar l'agricultura després de les fams. La situació devia ser difícil de controlar i alguns graners a diversos llocs de Pèrsia foren saquejats pels partidaris del repartiment (vers 494 i 495). Si Cobades I seguia donant suport a aquests reformes la noblesa perdria les seves dones i les seves terres, així que van deposar Cobades I (497) i van posar al tron el seu germà Zamasp (497-499). Si hi va seguir una autèntica revolta dels camperols (o més aviat revoltes locals múltiples) com "jacqueries" o una bagaudes, és objecte de diverses teories, però sembla clar que fou el moment de major revolta al país.
Cobades I es va refugiar amb els heftalites amb l'ajut dels quals va poder recuperar el tron el 499. La dels mazdaquites va retornar al govern i el 513 Cobades I en va adoptar la doctrina. Aquest període és descrit sovint com una fase de lluita de classes i conflictes socials. Sembla que els adeptes al mazdequisme eren "gent del poble" (al-Tabari) o pobres/plebs (al-Thaalibi), però se sap que hi havia nobles que eren mazdequites com Siyavash, comandant de l'exèrcit, o el fill gran del rei, Kabus (Kawus) governador del Tabaristan com a Padhashkwar Shah. El rei va provar de convertir els no zoroastrians com els armenis o el rei àrab d'al-Hira al-Múndhir (III) ibn Imri-l-Qays (514-554). Aquest va refusar i fou enderrocat per al-Hàrith ibn Amr al-Kindí (523-527) que no era làkhmida, sinó kinda, al qual va intentar fer difondre les idees mazdequistes al Nedjd i Hedjaz, i fou adoptada la religió per algun clan de la Meca on va subsistir fins al temps de Mahoma (anomenats zanadika). També es va pressionar als jueus i és possible que aquestos s'haguessin revoltat sota el seu exiliarca Mar Zutra i s'haurien fet independents per un temps a Mahoza prop de Ctesifont els primers anys del segle vi, si bé aquests fets tenen altres interpretacions i fins i tot són jutjats poc versemblants.
Els mazdequites donaven suport per la successió al tron al príncep Kabus, i l'altre fill Còsroes (després Còsroes I el Just) es va aliar al clergat zoroastrià. Mazdak va anar amb els seus a la capital, es diu que cridat a una discussió religiosa, o per proclamar Kabus. Cobades es va veure pressionat per la força que encara conservaven els grans i el clergat zoroastrià; segons la tradició Còsroes va convèncer el seu pare de la falsedat de les seves doctrines, però més probablement va haver de cedir per no perdre el poder; Còsroes va fer matar Mazdak amb milers de partidaris (528 o inicis del 529). Quan Còsroes I va succeir al seu pare el 531 es va iniciar una segona persecució dels mazdequites; la secta fou destruïda i els seus llibres cremats. Les classes foren restaurades. Còsroes I va confiscar els béns dels caps mazdaquites i els va donar als pobres, i els que havien agafat béns per la força foren executats i les propietats retornades als seus antics propietaris; els que havien damnat béns van haver de pagar multes o els danys. Els infants de classe disputada serien de la família amb la qual vivien i les dones agafades per comuns haurien de rebre una dot satisfactòria per la seva família i llavors podria restar com la seva muller però si no es podia pagar el dot hauria de tornar amb el seu antic marit si en tenia o amb la seva família. Els fills de famílies nobles que havien quedat sense ancestres foren agafats a càrrec del mateix rei; a les noies els va donar dots i els va buscar marits nobles, i als nois els va trobar esposes nobles.
Els mazdaquites que van sobreviure van haver de fugir a l'Àsia central fora de l'imperi i hi va haver un centre a la regió de Rayy, regió sobre la qual els sassànides no tenien autoritat almenys plenament. Grups de neomazdaquites s'esmenten per tot l'Iran al segle VII a l'inici de l'Islam, anomenats mazdakiya a Rayy i Hamadan, i també muhammira (vestits de roig) a Gurgan, i mubayyida (vestits de blanc) a l'Àsia central. Al segle ix es van fraccionar en diverses sectes designades pel nom dels seus respectius caps i en aquest temps era una doctrina dualista basada en la diferència entre la Llum (que actuava intencionadament) i la Tenebra (que actuava a l'atzar). Les principals sectes neomazdaquites foren els Abu Muslimiyya, els sunbadhiyya, els mukannaiyya (al Khurasan) i sobretot els khurramiyya (a l'Azerbaidjan). D'aquests darrers va sorgir la subsecta Kudhakiyya.
Els mazdaquites van subsistir a l'Àsia central fins a l'inici del segle xii a Xahrisabz, Nakhshab i rodalia de Bukharà. A l'Iran vivien entre Hamadan i Zandjan i se'ls esmenta fins al temps dels il-kans, però una derivació, els Maraghiyya, que Mustawfi esmenta al Rudbar de Qazvín al segle xiv, van subsistir en set pobles on foren constatats al segle xx.